# Aega hamiota
Aega hamiota är en kräftdjursart som beskrevs av Bruce 2004D. Aega hamiota ingår i släktet Aega och familjen Aegidae. Inga underarter finns listade i Catalogue of Life.